# Serwis (IRC)
Serwis – specjalna, dodatkowa usługa sieci IRC, umożliwiająca między innymi rejestrowanie i nadzorowanie kanałów bez potrzeby stawiania botów, rejestrowanie własnego pseudonimu, zostawianie komunikatów innym zarejestrowanym użytkownikom, pozyskiwanie pomocy.
Serwisy, zwłaszcza nadzorujące kanały, często są mylone z botami, gdyż z punktu widzenia użytkownika zachowują się one podobnie. Podobieństwo to jest jednak pozorne, gdyż serwisy nie łączą się jak programy-klienty IRC z serwerem, lecz działają bezpośrednio na nim. Niektóre IRCd (oprogramowanie serwerów) mają serwisy wbudowane bezpośrednio w ich kod, z kolei inne współpracują z niezależnymi modułami serwisowymi pracującymi jako oddzielne procesy. Do najbardziej znanych tego rodzaju pakietów należą: Anope, srvx, Ahteme, Hybserv, Epona oraz IRC Services.

## X Undernetu
Pierwszą siecią z zaimplementowanym serwisem był Undernet, gdzie w oprogramowanie IRCd włączono integralnie usługę o nazwie X. X jest rodzajem "pseudobota", który jest stale obecny w sieci i który posiada uprawnienia administratora serwera.
W odróżnieniu od innych tego rodzaju serwisów, X służy tylko do rejestracji i ochrony kanału i nie można za jego pomocą rejestrować pseudonimu. Zamiast tego, aby zacząć korzystać z X trzeba się zarejestrować na specjalnej stronie WWW (CSservice) i następnie łączyć się siecią z zarejestrowanego adresu. W trakcie rejestracji trzeba podać wiele danych osobowych co służy wykluczeniu możliwości wielokrotnego rejestrowania. Aby użyć X do rejestracji kanału i jego pilnowania, trzeba najpierw samemu założyć ten kanał i przez minimum 100 dni go utrzymywać i znaleźć po tym czasie 10 innych zarejestrowanych osób, które poprą "oficjalne" ustanowienie danego kanału. Ustanowienie to jest możliwe po złożeniu specjalnego "podania" w CSservis, które jest rozpatrywane przez Channel Service Committee, po którego zgodzie dopiero można zacząć zarządzać kanałem za pomocą serwisu X. Jeden zarejestrowany użytkownik może zarejestrować tylko jeden kanał. Channel Service Committee jest raz do roku wybierany przez wszystkich zarejestrowanych użytkowników Undernetu.
Serwis X można obsługiwać z poziomu IRC poprzez wysyłanie odpowiednich komend przez /msg lub poza IRC poprzez stronę CSservice. Osoba, która zarejestrowała kanał, dostaje automatycznie najwyższy poziom uprawnień tzw. 500 (menedżer kanału) i następnie może według własnego uznania przydzielać innym użytkownikom kanału różne, niższe poziomy uprawnień: 450 (zaufany administrator kanału), 400 (administrator listy dostępu), 200, (operator listy dostępu), 100 (operator kanału), 75 (nowy operator kanału), 50 (regularny uczestnik kanału), 1 (początkujący uczestnik kanału), 0 (wszyscy pozostali).

## Najczęściej spotykany schemat serwisowy
Pionierski system serwisowy Undernetu jest przez wiele osób uważany za nadmiernie sformalizowany i trudny do praktycznego stosowania. Stanowił on jednak rodzaj wzorca dla późniejszych serwisów działających w innych sieciach. Najczęściej spotykany obecnie system serwisowy wywodzi się tego, który opracowano dla sieci DALnet. Jakkolwiek systemy te różnią się w niektórych szczegółach, ich ogólny schemat jest w zasadzie bardzo zbliżony.
Na schemat ten składają się zawsze minimum 2 pseudoboty:
- NickServ - służący do rejestrowania nicków
- lub rzadziej AuthServ - służący do rejestrowania kont, podobnie jak w QuakeNetowskim Q
- ChanServ - działający z grubsza tak jak Undernetowy X, tylko bez konieczności przechodzenia przez biurokratyczny proces rejestrowania nowego kanału; na ogół przy pomocy ChanServu można po prostu zarejestrować każdy kanał, którego nikt wcześniej jeszcze nie zarejestrował.

Oprócz tego, w niektórych wersjach tego rodzaju serwisów dostępne są też:
- MemoServ - służący do zostawiania powiadomień dla innych
- StatServ - gromadzi i udostępnia rozmaite statystyki na temat kanału, serwera i całej sieci
- SeenServ - gromadzi informacje o tym kiedy dany nick ostatni raz był na serwerze, danym kanale i kiedy ostatni raz się odezwał
- HelpServ - system pomocy dla początkujących
- OperServ - wsparcie dla IRCopów, niedostępne dla innych użytkowników
- BotServ - umożliwiający rejestrowanie prywatnych botów stawianych na kanale.

Pracę z tego rodzaju serwisami prowadzi się podobnie jak z "X" Undernetowym poprzez wysyłanie do odpowiednich pseudobotów komend przez "/msg". Zwykle najpierw należy zarejestrować swój pseudonim za pomocą "NickServa", a następnie można przy pomocy "ChanServa" rejestrować i nadzorować kanały. Pozostałe serwisy stanowią dodatkową pomoc. Zwykle jedynym sposobem identyfikacji użytkowników przez ChanServa i NickServa jest określony pseudonim i przypisane do niego hasło. W przypadku AuthServa, dostępnego praktycznie tylko na dwóch sieciach: GameSurge i OnlineGamesNet nie rejestruje się nicka, a konto przypisane do adresu IP. Zaletą tego rozwiązania jest to, że można dowolnie zmieniać nick, a wadą to, że nie ma zabezpieczenia przed "kradzieżą" nicka.

## Q QuakeNetu
QuakeNet ma dość nietypowy, jedyny w swoim rodzaju system serwisowy. W jego skład wchodzi obecnie kilkanaście pseudobotów, z których najważniejszy jest jednak Q. W QuakeNecie, podobnie jak w Undernecie nie ma możliwości bezpośredniego rejestrowania nicków, jednak użycie Q jest pośrednio związane z rejestracją w nim swojego adresu IP, spod którego będzie się rozpoznawanym przez tego pseudobota. 
Dawniej istniał też serwis L, który był uproszczoną wersją Q o dużo mniejszych możliwościach, przeznaczoną do pracy na mniejszych kanałach. Obecnie został zastąpiony przez Q.

## Lista pakietów serwisowych
Anopeosobny pakiet serwisowy, powstały na bazie Epony w 2005 r. początkowo tylko w celu naprawy niektórych błędów Epony. Obecnie rozwija się samodzielnie. W jego skład wchodzą: ChanServ, NickServ, OperServ, MemoServ, HelpServ, BotServ i HostServ.
Athememinimalistyczna wersja pakietu zawierająca uproszczone wersje NickServa, ChanServa, MemoServa i OperServa.
Eponanajbardziej rozpowszechniona wersja "standardowa" pakietu serwisowego, która jest zgodna z bahamoutem DALnetu, zawierająca OperServa, ChanServa, NickServa, MemoServa i BotServa.
Hybserv2wersja przeznaczona do pracy z ircd-hybrid rozwijana jako część projektu hybrid - zawiera NickServa, ChanServa, MemoServa i OperServa.
IRC Serviceskolejna wersja serwisu pretendująca do roli "wersji standardowej" - zawiera NickServa, ChanServa, MemoServa i OperServa.
PTlinkjedna z nielicznych wersji serwisów działająca też pod MS Windows, używana w kilku mniejszych sieciach IRC.
QuakeNet servicesopisane już powyżej.
Ratbox servicesaktualnie stosowany w EFnecie - składa się tylko z jednego pseudobota "chanfixa", który służy do odzyskiwania kanałów i nicków w sytuacjach konfliktowych.
srvxminimalistyczna wersja pakietu serwisowego, obsługująca NickServa, ChanServa, HelpServa i OperServa - stworzona jako alternatywa dla serwisu "X" dla icru - stosowanego w Undernecie.
CSserviceoficjalne wsparcie dla serwisu "X" Undernetu.